# 張留孫
张留孙（1248年—1321年），字师汉，元朝正一派道士，信州贵溪县（今江西省贵溪市）人。
张留孙年轻时入龙虎山为道士，跟随正一道三十六代天师张宗演学道。元世祖至元十三年（1276年），随同張宗演入觐忽必烈，留侍大都（今北京市），号上卿，居住在崇真宫，专掌祠事。至元十五年（1278年），授玄教宗师。当时天下统一，忽必烈命张留孙待诏尚方，论治道贵清净，深契帝心。为皇孙答剌麻八剌的两个儿子，取汉名海山、寿山。元成宗大德年间，加号玄教大宗师，同知集贤院道教事。元武宗至大年间，升号大真人，知集贤院，位在大学士上。元仁宗延祐二年（1315年），加号辅成赞化保运玄教大宗师。元英宗至治元年（1321年）羽化，年七十四岁。之后玄教由吳全節执掌。